# Leiodytes javanus
Leiodytes javanus är en skalbaggsart som först beskrevs av Régimbart 1899.  Leiodytes javanus ingår i släktet Leiodytes och familjen dykare. Inga underarter finns listade i Catalogue of Life.